# 330.ª Divisão de Infantaria (Alemanha)
A 330ª Divisão de Infantaria (em alemão:330. Infanterie-Division) foi uma unidade militar que serviu no Exército alemão durante a Segunda Guerra Mundial.

## Comandantes
| Comandante                                               | Data                                          |
| -------------------------------------------------------- | --------------------------------------------- |
| Generalleutnant Karl Graf                                | 17 de dezembro de 1941 - 5 de janeiro de 1942 |
| General der Kavallerie Edwin Graf von Rotkirch und Trach | 5 de janeiro de 1942 - 22 de junho de 1943    |
| Generalmajor Georg Zwade                                 | 22 de junho de 1943 - 23 de setembro de 1943  |
| Generalleutnant Wilhelm Falley                           | 23 de setembro de 1943 - 5 de outubro de 1943 |
| Generalmajor Hans Sauerbrey                              | 5 de outubro de 1943 - 5 de novembro de 1943  |

## Área de operações
| Frente Oriental, setor central | dezembro de 1941 - novembro de 1943 |